# سباستيان غاليغوس
سباستيان غاليغوس (بالإسبانية: Sebastián Gallegos)‏ هو لاعب كرة قدم أوروغواياني، ولد في 18 يناير 1992 في ترینتا اي ترس ‏ في الأوروغواي. شارك مع منتخب الأوروغواي تحت 17 سنة لكرة القدم. أما مع النوادي، فقد لعب مع أتلتيكو مدريد ب وأتلتيكو مدريد وبنيارول ونادي بادالونا ونادي بترولول بلويشتي ونادي كومو.

## وصلات خارجية
- سباستيان غاليغوس على موقع الاتحاد الدولي (مؤرشف)  (الإنجليزية)
- سباستيان غاليغوس على موقع قاعدة بيانات كرة القدم.إي يو (الإنجليزية)
- سباستيان غاليغوس على موقع Soccerway.com (الإنجليزية)